# Сподній Боч
Сподній Боч (словен. Spodnji Boč) — поселення в общині Селниця-об-Драві, Подравський регіон‎, Словенія.

## Пам'ятки культури
- Фермерський будинок, побудований у 1867 році, з деяким ремонтом приблизно 2000 року[2].